# Aeroportul Kharkhorin
Aeroportul Kharkhorin (IATA: KHR, ICAO: ZMHH) este un aeroport din Kharkhorin⁠(d), Öwörchangai-Aimag, Mongolia.
Situat la o altitudine de 1.452 m, aeroportul dispune de o singură pistă.